# Marijan Horvat
Marijan Horvat (Zágráb, 1903. január 10. – Zágráb, 1967. december 27.), horvát jogtudós, jogi szakíró, egyetemi tanár, a Zágrábi Egyetem rektora.

## Élete
Zágrábban született 1903-ban és a Klasszikus Gimnáziumba járt, ahol 1921-ben érettségizett. Ezután beiratkozott a Zágrábi Egyetem Jogi Karára és jogi diplomát szerzett, majd 1926-ban ugyanitt doktorált. A római jog területére szakosodva a francia kormány ösztöndíjasaként 1926-tól a Sorbonne Egyetemen tanult, ahol egy évfolyamba járt Paul Colinet és Pierre Noilles regényírókkal. 1929-ben Zágrábban saját ügyvédi irodát nyitott, 1929 és 1940 között ügyvédi gyakorlatot folytatott. 1939-ban Zágrábban habilitált „Bona fides u razvoju rimskog obveznoga prava” (Jóhiszeműség a római kötelmi jog fejlődésében) című munkájával. 1940-ben a római jog magántanárává és docensévé, 1945-ben pedig rendes tanárrá választották a Zágrábi Egyetem Jogi Karán, ahol az élet végéig tanított. A párizsi, a strasbourgi, a hamburgi, az oxfordi, a cambridge-i, az edinburghi, a glasgow-i és az aberdeeni egyetemek jogi karain tartott előadásokat a legrégebbi római polgári eljárás dichotómiájáról. 1958/59-ben és 1959/60-ban a Zágrábi Egyetem rektora volt.

## Munkássága
Számos műve jelent meg a római jogról, a horvát jogtörténetről és a korabeli magánjogról.
„Rimska pravna poviest” (A római jog története, 1943) című munkája a tudományos munkák és a tankönyvek sajátosságait ötvözi. Rimsko pravo (Római jog, 1952-53) című kétkötetes munkája a római jogot és a társadalmi fejlődés törvényeit mutatja be. A könyvek, tankönyvek és monográfiák mellett számos tudományos és szakmai cikket, tanulmányt és vitairatot publikált a római jog elmélete, története és intézményei tárgyában, de tárgyalta a régi horvát jogtörténet (a Horvátországban ismeretlen középkori jogi emlékeket), általános valamint polgárjogot a hazai és külföldi folyóiratokban és szakkiadványokban is. Gazdag tudományos munkájának köszönhetően Horvat professzor a jogi szakirodalom legjelentősebb képviselője Horvátországban, római jogi tanulmányainak egy része pedig világviszonylatban is maradandó értékkel bír.

## Főbb művei
- Rimska pravna poviest, Zagreb 1943.
- Rimsko pravo (társszerző B. Eisner) Zagreb, 1948.
- Rječnik historije države i prava (társszerző K. Bastaić és H. Sirotković). Zagreb 1968.
- Rimsko pravo, Zagreb 1998.